# أوسكار سميث (لاعب كرة قدم أمريكية)
أوسكار سميث (بالإنجليزية: Wilfred Smith)‏ هو لاعب كرة قدم أمريكية أمريكي، ولد في 7 أبريل 1899 في Milroy, Indiana ‏ في الولايات المتحدة، وتوفي في 3 أغسطس 1976 في شيكاغو في الولايات المتحدة.

## وصلات خارجية
- أوسكار سميث (لاعب كرة قدم أمريكية) على موقع مرجع كرة القدم المحترفة.كوم (الإنجليزية)
- أوسكار سميث (لاعب كرة قدم أمريكية) على موقع JustSportsStats.com (الإنجليزية)